# Tadeusz Musiał (ur. 1947)
Tadeusz Mieczysław Musiał (ur. 20 listopada 1947) – w latach 2003–2015 wiceprezes, a od 2015 prezes Zarządu Głównego Towarzystwa Pamięci Powstania Wielkopolskiego 1918/1919.
Syn powstańca wielkopolskiego Franciszka Musiała. Popularyzator wiedzy o powstaniu wielkopolskim, jeden z inicjatorów ustanowienia nowego święta państwowego, tj. Narodowy Dzień Zwycięskiego Powstania Wielkopolskiego i Muzeum Powstania Wielkopolskiego. Współredaktor rocznika oświatowo-historycznego „Wielkopolski Powstaniec”.
15 czerwca 2005 r. na wniosek wojewody wielkopolskiego "za wzorowe, wyjątkowo sumienne wykonywanie obowiązków wynikających z pracy zawodowej, za działalność społeczną" został odznaczony przez prezydenta RP Aleksandra Kwaśniewskiego Złotym Krzyżem Zasługi. 29 czerwca 2018 r. w imieniu TPPW odebrał tytuł Zasłużony dla Miasta Poznania. W maju 2019 r. prezydent RP Andrzej Duda przyznał mu Medal Stulecia Odzyskanej Niepodległości.
W latach 2017–2018 Tadeusz Musiał i marszałek województwa wielkopolskiego Marek Woźniak byli głównymi współorganizatorami obchodów 100. rocznicy wybuchu powstania wielkopolskiego, które odbyły się 27 grudnia 2018 r. w Poznaniu. Następnie w 2021 r. obaj byli współorganizatorami obchodów 103. rocznicy wybuchu powstania wielkopolskiego, z udziałem Prezydenta RP Andrzeja Dudy i kiedy dzień ten po raz pierwszy w historii zyskał rangę święta państwowego.

## Odznaczenia
- Medal Stulecia Odzyskanej Niepodległości (2019)[15]
- Złoty Krzyż Zasługi (2005)[16]